# Lorenzo Balbi
Lorenzo Balbi (* um 1680; † um 1740) war ein italienischer Cellist und Komponist des Barock.
Lorenzo Balbi, der sich selber als „Nobibili huomo dillettanti di violoncelli“ bezeichnete, wird in den Musiklexika von Ernst Ludwig Gerber (1812), François-Joseph Fétis (1861) und Robert Eitner (1900) als ein adeliger Italiener erwähnt, dessen drei Sonatensammlungen in der Zeit von 1706 bis 1707 beim Verleger Estienne Roger in Amsterdam veröffentlicht wurden und in dessen Katalog Erwähnung fanden.

## Werke
- Op. 1: sechs Sonata da camera für Violine, Cello und Basso continuo
- Op. 2: sechs Sonate a violino solo e continuo
- Op. 3: sechs Sonate a due violini, violoncello e continuo

Robert Eitner nahm an, dass acht weitere Triosonaten, lediglich mit Balbi gekennzeichnet, in der Bibliothek der Gesellschaft der Musikfreunde in Wien, ebenfalls aus seiner Feder stammten.